# Katai Tayama
Rokuya Tayama (田山 六弥 Tamaya Rokuya?,  Tatebayashi, 22 de enero de 1872 - Yoyogi, Tokio, 13 de mayo de 1930), mejor conocido bajo su seudónimo de Katai Tayama (田山 花袋 Tamaya Katai?), fue un novelista japonés. Es considerado como uno de los pioneros del género literario watakushi-shōsetsu, así como también incursor del naturalismo japonés. Algunas de sus obras más conocidas son Futón (蒲団) y Inaka Kyōshi (田舎教師). Tayama también escribió sobre sus experiencias vividas en la Guerra ruso-japonesa.

## Biografía

### Primeros años
Rokuya Tayama nació el 22 de enero de 1872 en la actual ciudad de Tatebayashi, prefectura de Gunma, en el seno de una familia shizoku, es decir, una familia de antiguos samuráis. Su nacimiento coincidió con la abolición de los privilegios de la clase samurái. En 1876, su padre, Tetsurō Tayama, ingresó en la fuerza policial para apoyar ecónomicamente a la familia, pero fue asesinado en abril de 1877 durante la rebelión de Satsuma. El joven Tayama fue enviado con su hermano mayor y su hermana a Tokio, donde ingresó a trabajar en una librería como aprendiz, pero terminaría por perder dicho puesto y regresó a Tatebayashi en 1882. 
La familia Tayama se trasladó a Tokio en 1886, y Tayama comenzó a asistir a clases de poesía de Matsuura Tatsuo (1844-1909), tras la cual recurrió al escritor Kōyō Ozaki en 1891, en busca de ayuda para comenzar una carrera literaria. Sin embargo, tras una discusión con Ozaki, Tayama encontró entonces apoyo en el novelista Suiin Emi, quien le ayudó a establecerse como escritor de viajes.

### Carrera

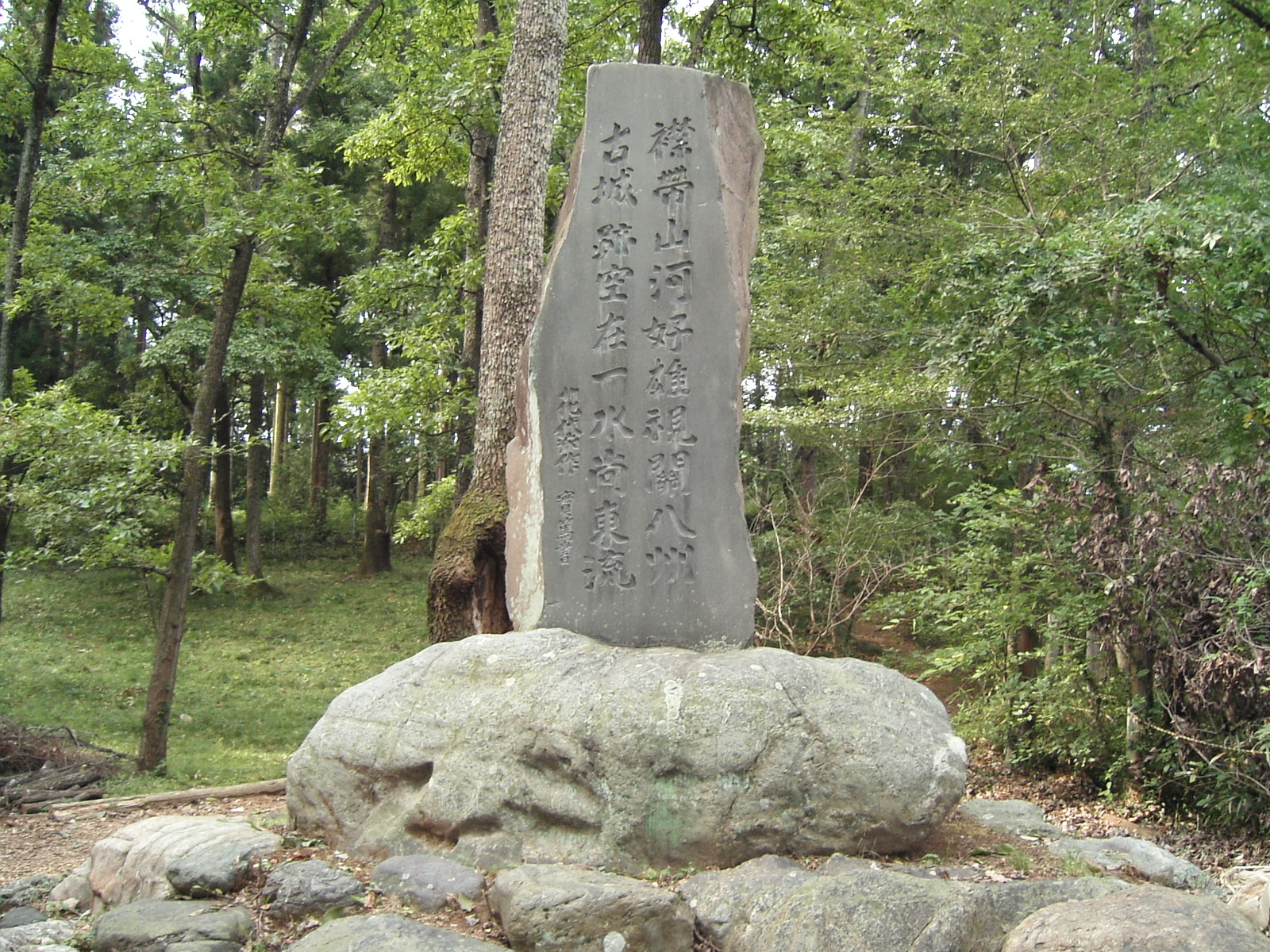
Monumento a Katai Tayama en la prefectura de Saitama.

En 1896, Tayama se unió a la revista literaria Bungakukai y entabló amistad con Doppo Kunikida, quien le introdujo a escritores occidentales como Guy de Maupassant, dichos escritores y sus obras tendrían una profunda influencia en él. Tayama contrajo matrimonio en febrero de 1899; su madre falleció en agosto, y en septiembre se unió al personal del periódico Hakubunkan. En 1902, logró su primer éxito con Jūemon no Saigo, inspirada en Katzensteg de Hermann Sudermann. En 1904, durante la Guerra ruso-japonesa, Tayama fue enviado a Manchuria como corresponsal de guerra. Esta experiencia lo llevaría a escribir historias como Ippeisotsu (Un soldado, 1908).
En 1903, Tayama recibió una carta de una admiradora suya, Michiyo Okada (1885-1968). Posiblemente influenciado por la obra de Gerhart Hauptmann, Einsame Menschen, Tayama accedió a aceptarla como su alumna. Okada arribó a Tokio en febrero de 1904, pero un mes después, el 23 de marzo, Tayama fue enviado a Manchuria. Después de su regreso el 20 de septiembre, nuevamente comenzó a vivir con Okada, con quien permaneció hasta enero de 1906. 
La relación entre Tayama y Okada fue una de maestro y estudiante, sin embargo, Tayama utilizó la tensión romántica como material para su obra más ambiciosa, Futón (1907), donde Tayama confiesa su afección hacia su alumna. Futón le hizo ganar nombre como escritor y estableció el género literario conocido como watakushi-shōsetsu. En 1907, se embarcó en una aventura con una geisha llamada Yone Iida (1889-?); esta experiencia fue una infeliz y se vio acentuada por la muerte de amigos y familiares, tras lo cual sus trabajos posteriores adquirieron un tono oscuro, pesimista y religioso. En enero de 1909, Okada fue desheredada por su familia y Tayama la adoptó como su hija. Tras el gran terremoto de Kantō en 1923, Katai le dio a Iida un lugar donde quedarse puesto que su casa fue destruida en el desastre. Este período de su relación está cubierto en la novela Momoyo (Cien noches, 1927). Tayama continuó escribiendo hasta su muerte por cáncer de garganta el 13 de mayo de 1930. Tenía 58 años de edad. Su tumba se encuentra en el Cementerio de Tama en Tokio.